# Autobahn Turpan–Hotan
Die Autobahn Turpan–Hotan oder Tuhe-Autobahn (chinesisch 吐和高速公路, Pinyin Tǔhé gāosù gōnglù, englisch Tuhe Expressway), chin. Abk. G3012, ist eine im Bau befindliche regionale Autobahn im Autonomen Gebiet Xinjiang im Westen Chinas. Die 1280 km lange Autobahn zweigt bei Turpan von der Autobahn G30 ab und führt in südwestlicher Richtung über Korla und Aksu bis nach Kaschgar (Kashi). Von dort führt sie in südöstlicher Richtung nach Hotan (Hetian). Bis auf einen kleinen Teil im Norden bei Korla ist die Autobahn noch im Bau oder in Planung.